# Кейт (фильм)
«Кейт» (англ. Kate) — американский боевик, снятый Седриком Николасом-Трояном. В главных ролях: Мэри Элизабет Уинстэд, Вуди Харрельсон, Михиль Хаусман и Таданобу Асано.
Фильм был выпущен на Netflix 10 сентября 2021 года.

## Сюжет
Кейт — наёмная убийца, работающая на Варрика с самого раннего возраста. Для своего последнего задания перед выходом на пенсию Кейт должна покончить с семьей Кидзимы — главы одного из японских кланов якудза.
В Осаке Кейт убивает Кентаро, брата Кидзимы. Она стреляет в Кентаро на глазах у его дочери Ани.
Десять месяцев спустя Кейт находится в Токио, и её последнее задание — убить Кидзиму. Прежде чем она успевает убить его, Кейт отравляется полонием 204 и страдает острым радиационным синдромом. Врач сообщает, что ей осталось жить менее 24 часов. За это время она должна выяснить, кто её отравил, и убить их. Кейт находит Ани, племянницу Кидзимы и решает использовать её, чтобы добраться до дяди.

## В ролях
- Мэри Элизабет Уинстэд — Кейт
- Вуди Харрельсон — Варрик
- Таданобу Асано — Рендзи
- Дзюн Кунимура — Кидзима
- Miyavi — Дзёдзима
- Мику Мартино — Ани
- Кадзуя Танабэ — Синдзо
- Михиль Хаусман — Стивен
- Байрон Бишоп — Кентаро
- Band-Maid

## Производство
В июле 2019 года Вуди Харрельсон присоединился к актёрскому составу фильма. Съёмки начались 16 сентября 2019 года и завершились 29 ноября 2019 года. Съёмки фильма прошли в Таиланде, Японии и США.

## Выпуск
Фильм вышел на Netflix 10 сентября 2021 года.